# Kommenda
Mit Kommenda (italienisch commendare, „anvertrauen“; deutsch Sendegesellschaft) bezeichnete man im Mittelalter eine in der Regel zeitlich begrenzte Gesellschaftsform zur Abwicklung von Seehandelsgeschäften.

## Entstehungsgeschichte
Sie tauchte erstmals im Mai 1072 in Venedig auf. Ein Produzent oder Kapitalgeber beauftragte hierbei einen Kommissionär, der zugleich Schiffsführer sein konnte, mit dem Verkauf von Waren an einem überseeischen Ort. Der Auftraggeber (Kommendant) trug bei diesem Geschäft das Risiko des Untergangs der Ware. Der den Verkauf abwickelnde Auftragnehmer (Traktator oder Kommendatar) handelte im eigenen Namen, aber für Rechnung des Auftraggebers. Er konnte am Gewinn beteiligt sein oder das Geschäft gegen ein festes Honorar (Provision) durchführen. Zur Teilung des Risikos und zur Auslastung des Schiffs konnte ein Kommendatar Verträge mit mehreren Kommandanten abschließen. Verbreitet war die Kommenda im westlichen Mittelmeerraum (Spanien, Südfrankreich, Italien). Sie gilt als Vorläufer der heutigen Kommanditgesellschaft, der sie ihren Namen gab.